# アリブンタ
アリブンタとは、特撮テレビドラマ『ウルトラマンA』をはじめとしてウルトラシリーズの各作品に登場する超獣である。別名は大蟻超獣。

## 『ウルトラマンA』に登場するアリブンタ
『ウルトラマンA』第5話「大蟻超獣対ウルトラ兄弟」に登場。
ギロン人によって操られる地底超獣。肉食のアリと宇宙怪獣の合成生物。武器は口から放射して何でも溶かす強力な霧状の蟻酸と、両手の爪から放射する火炎。好物であるO型の血液を持つ女性を、四次元蟻地獄で地底へ引きずり込み、食料としている。
銀座で地下鉄を襲撃して多数の乗客を車両ごと蟻酸で殺害した後、そこで交戦したウルトラマンAにも蟻酸を吐きかけるが、まったく通用せずにメタリウム光線を頭部に受け、大爆発を起こす。しかし、それは見せかけに過ぎず再び地上へ現れ、銀座付近で破壊活動を開始する。TACのダックビルの攻撃にもひるまず、地球防衛軍の戦闘機をすべて撃墜し、甚大な被害を与える。途中で出現したギロン人と共にさらに暴れる中、ゾフィーによって救出されたAと再び戦闘になる。2対1でAを追い詰めたところにゾフィーが駆けつけたことによって2対2のタッグマッチになるが、最後はギロン人と頭部を激突させられて絶命した。
- デザインは木目憲悟が担当した[出典 6][注釈 2]。木目はアルバイトの美術スタッフとして『帰ってきたウルトラマン』に参加していたが、その終盤ごろに次作品用のデザインとして設定などの詳細を聞かされないまま描いたという[9][12]。木目はプロデューサーの熊谷健からアリと始祖鳥がモチーフと伝えられていたため、羽根の意匠などを取り入れている[出典 7]。手足の爪などは甲殻類のイメージも取り入れており、肩の角は単純な手足4本に見えないよう設けられた[9][12]。
- 名前の由来はアリと、南米の肉食兵隊アリ「マラブンタ」[7]。
- 第5話の特技監督の大平隆は、アリブンタの地底シーンでロングショットを希望していたが照明部に反対され、手前の山に照明を当てないまま撮影することとなった[13]。しかし、このことで奥行きが出て、本編監督の真船禎から絶賛されたという[13]。
- 松久壽仁の漫画版『ウルトラマンA』では、ヤプールの作った虚像の世界において夕子に化け、北斗を襲う。
- 『ウルトラ怪獣大百科』では、「ヤプールの空間移動装置で現実世界に現れる様子が蟻地獄に見えた」と解説され、ヤプールに関係した超獣とされている。
- 『ウルトラ怪獣攻げき技大図鑑』では、蟻酸噴霧は「ギサン噴霧」と命名されている。

## 『ウルトラファイトビクトリー』に登場するアリブンタ
『ウルトラファイトビクトリー』に登場。
ウルトラマンビクトリーの戦闘データを収集しようと目論むヤプールにより、地底世界へ送り込まれた個体。初代同様、異次元蟻地獄でショウとサクヤを引きずり込み、ビクトリーとの戦いではウルトランスの数々をものともしないタフさを見せる。本作品でも両手の爪から炎を放ってビクトリーを追い詰めるが、ウルトラマンヒカリの加勢でひるんだ隙にヒカリの与えた力でビクトリーがウルトラマンビクトリーナイトへパワーアップしたことから形勢を逆転され、最後はビクトリーナイトのナイトビクトリウムフラッシュで倒された。

## 『ウルトラマンオーブ』に登場するアリブンタ
『ウルトラマンオーブ』第6話「入らずの森」に登場。
惑星侵略連合の基地に近づくクレナイガイとSSPのメンバーを追い払うため、ジャグラーに怪獣カードで呼び出される。初代同様、マンションすら溶かす強力な霧状の蟻酸と両手の爪から放射する高熱火炎でウルトラマンオーブを苦しめるが、バーンマイトにフュージョンアップされたことで劣勢に転じる。その後、ハリケーンスラッシュにフュージョンアップしたオーブの攻撃にたまらず地中へ逃走しようとするが、最後はトライデントスラッシュで倒される。
- スーツアクター：横尾和則[20]

## 『ウルトラマンR/B』に登場するアリブンタ
『ウルトラマンR/B』第8話「世界中がオレを待っている」に登場。
愛染マコトに召喚されて市街地の地下から出現し、両手の鋏から放射する高熱火炎で街を焼き払っていたところ、現れたウルトラマンロッソやウルトラマンブルと交戦する。ロッソとブルのルーブスラッガーによる攻撃に耐えきるタフさを見せるも、最後は2人のファイヤートルネードで倒された。
- 『R/B』第8話監督の辻本貴則は、自身が愛好する『帰ってきたウルトラマン』か『ウルトラマンA』の登場怪獣の使用を要望し、アリブンタの登場に決定した[24]。辻元もヒーローより怪獣に思い入れがあることから、アリブンタの描写には力が入ったといい、出現時の地面の陥没と車が逃げ惑う描写を特に見せ場に挙げている[25]。辻本は溶解液の使用も希望していたが、表現が難しいことから断念した[24]。

## 『ウルトラマンタイガ』に登場するアリブンタ
『ウルトラマンタイガ』第20話「砂のお城」に登場。
ヴィラン・ギルドによって操られ、エネクロン社の施設を破壊して同社の株価操作に利用された。武器は腕から放つ高熱火炎や口から吐く蟻酸。地中を高速で移動し、地中から奇襲する戦法でタイタスを翻弄するが、最後はトライストリウムのトライストリウムバーストに敗れ去った。
- スーツアクター：永地悠斗
- 初期案では、タッコングがタンカーを襲って石油が値上がりし、インサイダー取引が行われるという展開が検討されていた[28]。
- 監督の武居正能によれば、近年のアリブンタでクローズアップされがちな蟻酸ではなく『A』で描写のあった地底描写に力を入れている[28]。

## 『ウルトラマンデッカー』に登場するアリブンタ
『ウルトラマンデッカー』第18話「異次元からのいざない」に登場。
ヤプールに使役され、異次元から空間を割って地球に出現したため、TPUのデータベースに記録が存在しない。武器はハサミ状の手から放つ火炎と口から吐く蟻酸。特に、蟻酸はGUTSグリフォンの装甲を溶かすほどの威力を持つ。
テラフェイザーとの同時攻撃でウルトラマンデッカーを窮地に追い込むが、最後はダイナミックタイプにタイプチェンジしたデッカーのデッカーフラッシュダイナミックで倒される。
- スーツアクター：永地悠斗

## 映画作品に登場するアリブンタ
- 映画『新世紀ウルトラマン伝説』では、第5話からの流用映像で登場する。
- 映画『大怪獣バトル ウルトラ銀河伝説 THE MOVIE』では、ベリュドラの右腕を構成する怪獣の1体となっている[30]。